# Amyloidose
 Denne artikel bør gennemlæses af en person med fagkendskab for at sikre den faglige korrekthed.

Amyloidose (eng. amyloidosis) er en gruppe sygdomme, overlappende med proteinopatier,
forårsaget af fejlfoldende proteiner og karakteriseret ved aflejring af de fejlfoldede proteiner som aggregater i form af unormale fibriller eller filamenter, kaldet "amyloider". De uopløselige proteinkomplekser ophobes og klumper sig sammen og viser sig på en særlig måde i mikroskop som mikrofilamenter. Karakteristiske egenskaber ved de unormale mikrofilamenter spiller en rolle i udviklingen af en række sygdomme. Fibrillerne er ofte bygget op af bare et protein, der måske er muteret, måske er fragmenteret eller på anden måde ændret, hvilket fremmer at proteinet antager en unormal konformation, “fejlfolder”, og aggregerer. Fibrillernes ophobning i de ekstracellulære rum i væv og organer eller intracellulært giver anledning til sygdomsmanifestationen.
Hver amyloidose er unikt karakteriseret ved identiten af det eller de proteiner, der opbygger amyloidfibrillerne. Der kendes nu 37 proteiner, der danner extracellulære fibriller. 
Navnet amyloid kommer fra amylum, det latinska navn for stivelse, da man oprindeligt troede at de aflejrede stoffer var kulhydrater.

## Sygdomme
Amyloidose beskriver traditionelt skader i nyrer, lever, milt, hjerte og i huden med symptomer der er meget forskellige fra den ene patient til den anden.
Sygdommen kan få navn efter det protein, der danner amyloiderne, hvis man har identificeret det. F.eks. AL Amyloidose (efter L = den lette kæde i immunoglobulin), AA-amyloidose (efter protein AA, som er et N-terminalt proteolytiskt fragment af apolipoproteinet serum AA, SAA), transtyretinderiveret amyloidose (efter plasmaproteinet transtyretin, TTR, tidigare kaldt prealbumin) og beta-2-mikroglobulinamyloidose (efter plasmaproteinet beta-2-mikroglobulin).

### Amyloidosis primaria
Ved Amyloidosis primaria er der i 30% af tilfældene tale om myelomatose. Amyloidet aflejres i huden i form af papler, plaques, sjældnere som kutane noduli. Hudkarrene bliver skøre, hvilket resulterer i purpura, især omkring øjnene, udløst af gnidning eller ved Valsalva-manøvre. Der kan endvidere ses makroglossi, alopeci, negledystrofi og opsvulmede hænder. Hudforandringerne antager en voksagtig, ravlignende farve. Diagnosen stilles ved hudbiopsi.
Ved lokaliseret amyloidose er der ingen sammenhæng med myelomatose. De papuløse forandringer sidder især på skinnebenene eller viser sig som makulære elementer på ryggen hos mørklødede, og er stærkt kløende.

### Perspektiv
De neurodegenerative sygdomme Alzheimers sygdom, Parkinsons sygdom, Huntingtons sygdom og en lang række andre sygdomme kan nu forklares på molekylært niveau på lignende måde som fibriller af fejlfoldede proteiner, bl.a. 10 sygdomme, der skyldes glutamin-repeats, polyQ-sygdommene.

## Den biokemiske forklaring
Sammenklumpningen af proteinmolekyler til amyloider kan ske i mange forskellige væv og organer, ligesom mange forskellige proteiner kan give anledning til dannelsen af amyloider. Den molekylære forklaring er, at der sker en fejlfoldning af et protein, ofte på grund af en dynamisk mutation eller en nedbrydning, så proteinet mister sin naturlige evne til at være i opløsning.
De mest undersøgte proteiner, der kan danne sygdomsfremkaldende aggregater er følgende: amyloid, A, SAA (serum amyloid A), amyloid-β (Aβ, beta-amyloid) prion protein, PP, α-synuclein, tau og TDP-43 (TAR DNA-binding protein 43). 
En undergruppe amyloider dannes med basis i gener, der indeholder en sekvens af nukleotidtripletten CAG, kaldet et CAG-repeat, eller generelt et trinukleotid-repeat. Når genet oversættes til et protein, giver hver af disse CAG-tripletter en glutaminenhed, hvilket resulterer i dannelsen af en speciel proteinstruktur, et “motiv” kaldet en polyQ-tragt. Forskellige alleler af et sådant gen har ofte forskelligt antal CAG-tripletter, da den meget gentagne sekvens er tilbøjelig til at undergå sammentrækning og ekspansion. Som følge deraf vil proteinet have en større eller mindre polyQ-tragt.
Antallet af glutaminenheder og størrelsen af polyQ-tragten i et protein har betydning for struktur og funktion af proteinet. Ved en ekspanderet polyQ-tragt dannes kompakte og uopløselige proteinstrukturer, der gradvis akkumulerer og resulterer i uopløselige proteinaggregater, som kan vokse sig store (makroskopiske) og ses i flere arvelige neurodegenerative sygdomme. Sådanne amyloiders struktur kan ses ved hjælp af cryo-elektronmikroskopi og beskrives som prionlignende.